# Briarostoma pyrrhopsamma
Briarostoma pyrrhopsamma är en fjärilsart som beskrevs av Edward Meyrick 1920. Briarostoma pyrrhopsamma ingår i släktet Briarostoma och familjen praktmalar, Oecophoridae. Inga underarter finns listade i Catalogue of Life.